# Powiat Trebišov
Powiat Trebišov (słow. okres Trebišov) – słowacka jednostka administracyjna znajdująca się w kraju koszyckim na terenie historycznego regionu Zemplín. Powiat Trebišov zajmuje obszar 1074 km², jest zamieszkiwany przez 103 779 obywateli (64,8% – Słowacy, 29,3% – Węgrzy, 4,4% – Romowie), średnia gęstość zaludnienia wynosi 96,63 osób na km². Miasta: Czerna nad Cisą, Kráľovský Chlmec, Sečovce i powiatowy Trebišov.